# Магістр офіцій
Магістр оффіцій (лат. magister officiorum) — в Пізній Римській імперії один з вищих цивільних чиновників. У його веденні знаходилася палацова адміністрація (зокрема, він мав право судити злочини палацових службовців). Йому підпорядковувалася імперська канцелярія (лат. scrinia), він розбирав петиції і скарги, надіслані на ім'я імператора. Як вищий адміністратор палацу, він відав прийомом посольств і завідував «перекладачами з усіх мов» (лат. interpretes omnium gentium). Серед підлеглих магістра оффіцій були також секретні служби (лат. agentes in rebus і лат. curiosi) і особиста охорона імператора (лат. scholae palatinae) — елітний корпус із 33 осіб.
Крім цього, магістр оффіцій завідував фабриками з виробництва зброї (щитів, стріл, панцирів, метальних машин та іншого озброєння) та державної поштою (лат. cursus publicus).